# Keetie van Oosten-Hage
Keetie van Oosten-Hage (Sint-Maartensdijk, 21 augustus 1949) is een Nederlands voormalig wielrenster.

## Biografie
In de jaren '60 en '70 behoorde zij zowel op de weg als op de baan tot de wereldtop. Zij werd tweemaal wereldkampioen op de weg, in 1968 en 1976. Ook won zij drie keer zilver en drie keer brons. Op de baan werd Van Oosten-Hage vier keer wereldkampioen achtervolging. Ze werd twintig keer Nederlands kampioen.
Op 16 september 1978 reed zij in München een werelduurrecord van 43,082 km. Onderweg verbeterde zij ook de wereldrecords op de 5, 10 en 20 kilometer.
In haar tijd was vrouwenwielrennen nog geen onderdeel bij de Olympische Spelen en er bestonden ook nog geen grote rondes voor vrouwen zoals de Tour Féminin. Ook haar zussen Bella, Heleen en in iets mindere mate Ciska waren gerespecteerde wielrensters.

## Prijzen
Zowel in 1976 als 1978 werd Van Oosten-Hage in Nederland gekozen tot Sportvrouw van het jaar. Bovendien is de prijs die jaarlijks wordt uitgereikt aan de beste Nederlandse wielrenster inmiddels naar haar genoemd. Deze sportprijs werd in 1976, 1977 en in 1978 aan haar toegekend.

## Vernoeming
Een prijs voor Nederlands beste wielrenster is naar Keetie van Oosten-Hage vernoemd, de Keetie van Oosten-Hage Trofee.
Ook is er in Zeeland een 87 km lange bewegwijzerde fietsroute naar haar vernoemd, de Keetie van Oosten-Hageroute.

## Erelijst
1978
- Eindklassement Red Zinger Bicycle Classic

1979
- Eindklassement Red Zinger Bicycle Classic